# Wendlandia brevipaniculata
Wendlandia brevipaniculata är en måreväxtart som beskrevs av Wei Chiu Chen. Wendlandia brevipaniculata ingår i släktet Wendlandia och familjen måreväxter. Inga underarter finns listade i Catalogue of Life.